# Saipem
Saipem S.p.A. (Società Anonima Italiana Perforazioni E Montaggi lit., en italien) est une compagnie italienne spécialisée dans la recherche et les forages pétroliers. Créée en 1956, elle était intégrée dans le groupe ENI-Ente nazionale idrocarburi jusqu'en 2016.
Saipem a beaucoup investi pour acquérir une grande flotte de navires qui lui permettent d'intervenir directement sans avoir à modifier un navire affrété.

## Histoire

### Origine
Dès la fin de la Seconde Guerre mondiale, lorsque Enrico Mattei prend la direction de AGIP et de ENI, le groupe commence l'exploration du sous-sol de la plaine du Pô à la recherche de gisements de pétrole et de gaz exploitables. Il développe sa propre technique et méthodologie au sein d'une structure technique adaptée. Au sein de la filiale Snam, une petite entreprise de transport et de vente de gaz méthane rachetée par Agip en 1949 sert de base pour la création d'une unité technique spécialisée dans la pose de canalisations pour le transport du gaz sur de longues distances. C'est à cette occasion que le premier gazoduc voit le jour.
À partir de 1954, Snam construit en Égypte un oléoduc long de 145 km. C'est à partir de ce projet assez exceptionnel pour l'époque[réf. nécessaire] que cette activité très spécifique se développe vers les pays producteurs. Snam crée alors en 1956 une filiale Snam Montaggi qui rachètera en 1957 la société SAIP, créée en 1940, pour fonder SAIPEM, acronyme de Saip et Montaggi.
Parallèlement, en 1956, Usinor fonde la « Société dunkerquoise de sidérurgie ». Mais c'est seulement en 1958  qu'est fondée la Sofresid, future composante de la Saipem, pour la construction d’Usinor Dunkerque, qui profite d’une expansion rapide à l’international.

### Seconde moitié duXXesiècle
La société a commencé ses interventions dans les années 1950. Durant la première décennie, elle a acquis une expérience dans la pose de conduites onshore, dans la construction d'installations de transformation de gaz et pétrole ainsi que dans les forages pour le compte d'ENI, son propriétaire. À partir de 1969 elle se tourne vers l'international. Saipem a effectué ses premières interventions offshore en Méditerranée au début des années 1960 et a étendu son champ d'action aux forages de la mer du Nord en 1972.
Saipem s'est tournée vers le marché concurrentiel dès 1960 où elle est devenue fournisseur de compagnies pétrolières internationales. Elle est cotée à la Bourse de Milan depuis 1984. Jusqu'à cette date, ENI était l'unique actionnaire. Depuis, ENI n'en possède plus que 43 %.

### XXIesiècle
Parallèlement, Saipem a renforcé sa structure ingénierie et de project management pour être encore plus présente dans les grands projets EPIC. À ce titre, elle a racheté plusieurs concurrents mineurs dont Bouygues Offshore en 2002.
En 2006, Saipem rachète Snamprogetti, une filiale du groupe ENI spécialisée dans les grands projets EPC onshore, et notamment ceux liés à la valorisation des ressources en gaz naturel. Cette société est intégrée dans Saipem depuis 2008.
En juillet 2015, Saipem annonce la suppression de 8 800 postes à l'horizon de 3 ans. En octobre 2015, Saipem annonce pour le début d'année 2016 une ouverture de capital de l'ordre de 3,5 milliards de dollars, qui sera souscrite par son actionnaire à 43 %, Eni. Dans le même temps, Eni annonce la vente d'une participation de 12,5 % dans Saipem au Fondo Strategico Italiano.
En août 2017, Eiffage annonce l'acquisition de l'activité dédiés aux travaux en mer, de Saipem, filiale ayant un chiffre d'affaires d'environ 100 millions d'euros pour un montant non dévoilé.
En juillet 2025, Saipem et Subsea 7 annoncent fusionner leur activité pour créer un nouvel ensemble du nom de Saipem7, ayant un chiffre d'affaires de 20 milliards d'euros, côté à la bourse d'Oslo et de Milan,.

## Activités
Saipem travaille dans le secteur des EPIC (Engineering, Procurement, Installation and Commissionning) et EPC (Engineering, Procurement and Construction) pour l'industrie pétrolière, onshore comme offshore, avec une attention toute particulière pour les projets les plus complexes et techniques : activités dans des secteurs désertiques, en eaux profondes et les projets qui comportent l'exploitation de ressources - gaz ou pétrole brut - difficilement accessibles.
Les possibilités de forage du groupe permettent des interventions dans les zones critiques[à définir], souvent en utilisant des synergies avec les activités onshore et offshore du groupe ENI.
Saipem est un contractor présent sur tous les continents, de l'Afrique Occidentale, à la Russie, l'Asie centrale, le Moyen-Orient, l'Afrique du Nord et l'Asie du sud-est.
Saipem emploie plus de 30 000 salariés de 100 nationalités différentes, dont 6 900 ingénieurs. Elle dispose de sa propre flotte de navires et de tout son matériel de forage. Son chiffre d'affaires 2006 a dépassé les 7,5 md€ pour un résultat opérationnel de 600 M€ ; le portefeuille dépasse les 13 md€.
La société est organisée en 2 business units :
- Engineering & Construction (onshore & offshore)
- Drilling (onshore & offshore)

### Flotte
| Navire                    | Fonction                                                      | Image     |
| ------------------------- | ------------------------------------------------------------- | --------- |
| FPSO Cidade de la Vitoria | Unité flottante de production, de stockage et de déchargement |           |
| FPSO Gimboa               | Unité flottante de production, de stockage et de déchargement |           |
| Saipem 12000              | Navire de forage                                              |           |
| Saipem 10000              | Navire de forage                                              |           |
| Saipem 7000               | navire-grue-semi-submersible (grue, treuil et J-Lay)          |           |
| Saipem 3000               | navire-grue                                                   |           |
| Saipem FDS                | Navire poseur de canalisations (J-Lay)                        |           |
| Saipem FDS 2              | Navire poseur de canalisations (J-Lay) et navire-grue         |           |
| Castoro Sei               | Navire semi-submersible (S-Lay)                               |           |
| Castorone                 | Navire poseur de canalisations (S-Lay)                        |           |
| Bar Protector             | navire de ravitaillement offshore                             |           |
| Castoro II                | Palan de canalisation pour gros tuyaux                        |           |
| Castoro 10                | Drague et navire-grue en eaux peu profondes                   |           |
| Castoro 12                | Navire-grue en eaux peu profondes                             |           |
| Castoro 16                | Drague en eaux peu profondes                                  |           |
| Scarabeo 3–4              | Navire semi-submersible                                       |           |
| Scarabeo 5                | Navire semi-submersible                                       |           |
| Scarabeo 6                | Navire semi-submersible                                       |           |
| Scarabeo 7                | Navire de forage semi-submersible                             | rahmenlos |
| Scarabeo 8                | Navire de forage semi-submersible                             |           |
| Scarabeo 9                | Navire de forage semi-submersible                             |           |
| Perro Negro 2–8           | Plate-forme auto élévatrice                                   |           |

## Affaires
Le 19 septembre 2018, Saipem et son ex-président ont été condamnés à la suite d'un procès ouvert en 2015 en Italie, portant sur le versement présumé de 197 millions d’euros de pots-de-vin à des responsables publics algériens, entre 2007 et 2010. 
Après appel devant la cour de Milan, cette dernière acquitte Saipem et tous les accusés. Après un recours introduit par le procureur italien devant la cour de cassation, cette dernière rejette définitivement le pourvoi en cassation et Saipem sera acquitté définitivement].
Le 22 janvier 2019, Saipem a annoncé l'ouverture d'une enquête du parquet de Milan sur des falsifications comptables et manipulations de marché présumées impliquant Saipem et plusieurs de ses dirigeants, dont son administrateur délégué.